# Volksbank Rathenow
Die Volksbank Rathenow eG ist eine Genossenschaftsbank mit Sitz in der brandenburgischen Stadt Rathenow im Landkreis Havelland.

## Geschichte
Die Volksbank Rathenow eG wurde am 21. September 1882 gegründet und fusionierte letztmals 1999 mit der Raiffeisenbank Schönhausen eG mit dem Sitz in Schönhausen. Zuvor fusioniert sie im Jahr 1996 mit der Raiffeisenbank Westhavelland eG mit dem Sitz in Rathenow und im Jahr 1992 mit der Raiffeisenbank Rathenow-Nennhausen e.G. ebenfalls mit Sitz in Rathenow.

## Rechtsverhältnisse
Die Volksbank Rathenow eG ist im Genossenschaftsregister beim Amtsgericht Potsdam unter GnR 190 eingetragen.

## Organisationsstruktur
Rechtsgrundlagen sind das Genossenschaftsgesetz und die durch die Generalversammlung beschlossene Satzung. Organe der Bank sind der Vorstand, der Aufsichtsrat und die Generalversammlung.

## Sicherungseinrichtung
Die Volksbank Rathenow eG ist der amtlich anerkannten Sicherungseinrichtung des Bundesverbandes der Deutschen Volksbanken und Raiffeisenbanken GmbH und der zusätzlichen freiwilligen Sicherungseinrichtung des Bundesverbandes der Deutschen Volksbanken und Raiffeisenbanken e.V. angeschlossen.

## Geschäftsausrichtung
Die Volksbank Rathenow eG betreibt das Universalbankgeschäft. Im Verbundgeschäft arbeitet sie mit der DZ Bank, R+V Versicherung, Bausparkasse Schwäbisch Hall, Teambank, VR Leasing,  DZ Hyp und der Union Investment zusammen.

## Geschäftsgebiet
Das Geschäftsgebiet liegt im Westen des Landkreises Havelland sowie im Landkreis Stendal in Sachsen-Anhalt.
An diesen Orten betreibt die Bank Filialen:
- Rathenow (Hauptstelle, jur. Sitz + 1 SB-GS)
- Schönhausen (Geschäftsstelle)
- Premnitz (Geschäftsstelle)
- Havelberg (Geschäftsstelle)
- Rhinow (Geschäftsstelle)
- Nennhausen (Geschäftsstelle)